# Gnieznói főegyházmegye
A Gnieznói főegyházmegye  (latinul: Archidioecesis Gnesnensis, lengyelül: Archidiecezja Gnieźnieńska) a római katolikus egyház legkorábbi alapítású lengyel főegyházmegyéje. Érseki székvárosa Gniezno. Főszékesegyháza a Gnieznói katedrális, ezenkívül három kisbazikiája (basilica minor) van:
- Szent Péter és Pál-bazilika, Kruszwica (a főegyházmegye korábbi főszékesegyháza)
- Páli Szent Vince-bazilika, Bydgoszcz
- Nagyboldogasszony-bazilika Trzemeszno

## Története
999-ben vagy 1000-ben alapították az ország akkori, első fővárosában, Gnieznóban Boleszláv lengyel koronaherceg kezdeményezésére. A prágai mártír misszionárius Prágai Szent Adalbert relikviáit a Gnieznói székesegyházba helyezték át, amely hamarosan nagy zarándokhellyé vált. A főszékesegyházban a Gnieznói kongresszuson Boleszláv herceg találkozott III. Ottó német-római császárral, és megszerezte az invesztitúra jogát a Poznańi főegyházmegyétől. Adalbert féltestvére, boldog Radzim Gaudenty érsek vezetése idején 1015-ben megszervezték a szuffragán Kołobrzegi (1015-ben meg is szűnt), a Krakkói és Boroszlói (Wroclaw), 1075. körül a Poznańi egyházmegyéket. Az 1136-os keltezésű, II. Ince pápa által kibocsátott Gnieznói bulla megerősítette az érsekek és szuffragánjaik helyzetét. A gnieznói metropolita-érsekeknek volt joguk a lengyel királyok koronázására, és 1412-ben Lengyelország prímásának státuszát kapták. 1572-től a Lengyel–Litván Unió régensei voltak interregnum idején. Amikor VII. Piusz pápa 1821. július 16-án a Boroszlói egyházmegyét közvetlenül az Apostoli Szentszék felügyelete alá helyezte, Gniezno és Poznańi főegyházmegye perszonálunióba (aeque principiter) került egymással. A Poznań és Gniezno közti perszonáluniót 1948. november 12-én feloldották, amikor létrejött egy személyes unió (in persona episcopi) a Varsói főegyházmegye és Gniezno között. Ezt a kapcsolatot II. János Pál pápa 1992. március 25-i apostoli konstitúciója oldotta föl.

## Szuffragán egyházmegyék
Az főegyházmegye érseki tartományához jelenleg csupán két szuffragán egyházmegye, a Bydgoszczi és a Włocławeki egyházmegye tartozik. Történelme folyamán azonban számos másik egyházmegye is a szuffragánsa volt:
- Krakkói főegyházmegye
- Wrocławi főegyházmegye (Boroszló, Breslau)
- Koszalin-Kołobrzegi egyházmegye (Kolberg)
- Poznańi főegyházmegye
- Płocki egyházmegye
- Lubusz (Lebus)
- Vilniusi főegyházmegye
- Kaunasi főegyházmegye (Samogitia)
- Varsói főegyházmegye
- Chełmnói egyházmegye
- Lucki egyházmegye
- Livóniai egyházmegye
- Szmolenszki egyházmegye
- Gdański főegyházmegye
- Szczecin-Kamieńi főegyházmegye

## Szomszédos egyházmegyék
- Poznańi főegyházmegye (nyugat)
- Bydgoszczi egyházmegye (észak)
- Toruńi egyházmegye (északkelet)
- Włocławeki egyházmegye (kelet)
- Kaliszi egyházmegye (dél)

## Fordítás
Ez a szócikk részben vagy egészben  a   Roman Catholic Archdiocese of Gniezno című angol Wikipédia-szócikk fordításán alapul.  Az eredeti cikk szerkesztőit annak laptörténete sorolja fel. Ez a jelzés csupán a megfogalmazás eredetét és a szerzői jogokat jelzi, nem szolgál a cikkben szereplő információk forrásmegjelöléseként.